# Der Leidensweg der Inge Krafft
Der Leidensweg der Inge Krafft ist ein deutsches Filmdrama von 1921 nach einer Idee von Thea von Harbou.

## Handlung
Ingeborg Krafft, die von ihrem Ehemann, einem kaukasischen Schlossherrn, eines Tages aus dem Haus geworfen wird, will daraufhin ins Kloster gehen. Aber sie trifft ihre Jugendliebe, den Forscher Hendryk Overland. Dieser verspricht sie zu heiraten, sobald er von einer Expedition nach Neuseeland wieder zurück ist. Währenddessen wartet Ingeborg bei Dagmar Overland, der Schwester Hendryks. Eines Tages erhalten die Frauen die Mitteilung, dass Hendryk und alle Forschungsteilnehmer bei ihrer Expedition durch Wilde getötet wurden. Am gleichen Tag stirbt Dagmars Kind. Dagmar wird darüber vermeintlich unheilbar irrsinnig und in eine Anstalt eingewiesen. Harry, Dagmars Mann, lässt sich deswegen von ihr scheiden. Jetzt verlieben sich Ingeborg und Harry. Am Tag nach der Hochzeit der beiden taucht überraschend der tot geglaubte Hendryk auf. Dagmar wird bei seinem Anblick gesund. Die verzweifelte Ingeborg will davonrennen, doch Harry verhindert dies. Daraufhin wählt sie den Freitod mit einem Sprung aus dem Fenster.

## Hintergrund
Die Produktionsfirma war die May-Film GmbH (Berlin). Die Bauten erstellte Otto Hunte. Er hatte eine Länge von 2.088 Metern, ca. 92 Minuten.
Die Polizei Berlin belegte ihn am 8. März 1921 mit einem Jugendverbot (Nr. 01532). Die Uraufführung fand am 11. März 1921 im Tauentzien-Palast Berlin statt.